# Paradelphomyia ecalcarata
Paradelphomyia ecalcarata là một loài ruồi trong họ Limoniidae. Chúng phân bố ở miền Cổ bắc.